# شجاع‌نگر
شجاع‌نگر (به بنگالی: সুজানগর) یک منطقهٔ مسکونی در بنگلادش است که در ناحیه پابنا واقع شده‌است. شجاعنگر ۳۳۴٫۴ کیلومتر مربع مساحت و ۲۱۴٬۱۳۲ نفر جمعیت دارد.